# MSV Eintracht Frankfurt
MSV Eintracht Frankfurt was een Duitse voetbalclub uit Frankfurt (Oder), Brandenburg.
Niet te verwarren met de nog steeds bestaande, succesvollere club Eintracht Frankfurt uit Frankfurt am Main.

## Geschiedenis
De club werd in 1950 opgericht als BSG Einheit Frankfurt. De financiële steun kwam van de stad Frankfurt zelf, alle BSG's van de stad droegen in deze tijd de naam Einheit. In 1953 promoveerde de club naar de Bezirksliga Frankfurt, de derde klasse. De club eindigde vaak vooraan maar moest de titel meestal laten aan Lok Frankfurt. In 1954 en 1961 won de club de beker van het district Frankfurt. Hierdoor plaatste de club zich voor de eerste ronde van de FDGB-Pokal. In 1954/55 won de club met 6:1 van Chemie Großräschen en verloor dan van Oberligaclub BSG Aktivist Brieske-Ost met duidelijk 0:15 cijfers. In 1961 verloor de club in de eerste ronde van BSG Tiefbau Berlin.
In 1962 werd de sportclub SC Frankfurt opgericht dat in de DDR-Liga ging spelen en de plaats van het net gepromoveerde Dynamo Frankfurt innam. Dynamo nam op zijn beurt de plaats van Einheit Frankfurt in dat werd teruggezet naar de Kreisklasse. De club slaagde er niet meer in te promoveren.
Na de Duitse hereniging werd de naam in SV Einheit gewijzigd. Op 8 juni 1944 werd de voetbalafdeling van de club zelfstandig onder de naam MSV Hanse Frankfurt. In 2009 fuseerde de club met SV Eintracht tot het huidige MSV Eintracht.
Op 1 juli sloot de club zich bij Frankfurter FC Viktoria aan dat hierop de naam 1. FC Frankfurt aannam.